# Litevská pomocná policie
Litevská pomocná policie (německy Litauische Hilfspolizei, litevsky  lietuvių policijos batalionas) byla paramilitární jednotka založená Němci během okupace Litvy v letech 1941 – 1944. Byla složena z útvarů pořádkové policie v říšském komisariátu Ostland, generální obvod Litauen. Jednotky byly tvořeny dobrovolníky.

## Vznik a vývoj
Litevský stát měl mezi oběma světovými válkami komplikované sousedské vztahy. S Němci díky sporu o Klaipédu, kterou Německo v březnu 1939 zabralo, s Polskem díky záboru města Vilniusu v roce 1919. Se SSSR se vztahy chvilkově vylepšily v roce 1939, protože SSSR vyměnil postoupení Vilniusu za souhlas se zřízením sovětských vojenských základen na litevském území. Litva jako samostatný stát zanikla po invazi Rudé armády provedené 15. července 1940 a následně začleněním do SSSR jako Litevská sovětská socialistická republika. Po obsazení státu jako odpověď na sovětskou agresi se bývalí příslušníci armády, ale i civilisté, zapojili do protisovětského odboje jako partyzáni zvaní Lesní bratři. Tato odbojová organizace měla 36 000 členů v čele s bývalým vyslancem v Berlíně Kazysiem Škirpou. Sovětské bezpečnostní síly odhadem uvěznily 6 600 osob a dalších 17 600 osob bylo deportováno na Sibiř. Litevská armáda byla v roce 1941 reorganizována na 29. střelecký sbor Rudé armády složený ze dvou divizí. 
Po napadení SSSR Německem hned 22. června 1941 zahájili litevští odbojáři (litevsky Lietuvos Aktyvistų Frontas) boj se sovětskou mocí. Rozhlas v Kaunasu odvysílal vyhlášení nezávislosti Litvy a výzvu k povstání. Německá vojska už přicházela k osvobozeným městům zbavených vlastní silou sovětské moci. V rámci povstání také ozbrojenci zaútočili na židovskou populaci, která podporovala spíše sovětský režim. Byla utvořena prozatímní vláda, která zahájila formování vlastních jednotek v naději na obnovení samostatnosti. Příslušníci 29. střeleckého sboru Rudé armády složeného z Litevců v drtivé většině dezertovali a měli tak tvořit základ nové litevské národní armády. Pro litevské podmínky je typické, že do vznikajících policejních útvarů vstupovali bývalí vojáci. Po pádu sovětského režimu byla ustavena prozatímní litevská vláda, která do svého rozpuštění s povolením německé vojenské správy začala formovat policejní prapory typu Schuma, jejichž hlavním cílem bylo vyčistit území Litvy od zbytků Rudé armády nebo maroderů. Tyto prapory také zahájily boj se vznikajícími partyzánskými útvary. Dalšími úkoly bylo střežení mostů, železnic, ale také boj s vnitřním nepřítelem, za kterého byli považováni Židé. Další části plnily také úkoly, jaké přísluší obvykle policii – boj s kriminalitou, ochrana pořádku a podobně, ale také měly na starosti protipožární ochranu.
Po přechodu fronty pak 5. srpna 1941 německé okupační úřady povstalecké formace rozpustily spolu s litevskou prozatímní vládou. Německá správa pak zformovala Litevskou bezpečnostní policii (litevsky Saugumo policija), které velel Stasys Čenkus, o velikosti asi 400 příslušníků.
Rozkazem Wilhelma von Leeba, velitele skupiny armád Sever, ze dne 25. srpna 1941 bylo povoleno estonským, lotyšským a litevským občanům vstupovat do wehrmachtu nebo vytvářet dobrovolnické prapory k plnění bezpečnostních úkolů. Území kolem města Vilnius podléhalo správě skupiny armád Střed. Bývalí důstojníci a vojáci litevské armády vytvořili tzv. prapory TDA (Litevský prapor obrany národní práce), ze kterých pak později vznikly prapory pomocné policie. Dne 26. září 1941 byla Litva začleněna pod pravomoc německé civilní správy do Říšského komisariátu Ostland. Od listopadu 1941 byly všechny jednotky policie začleněny do Schutzmannschaftu. Doba služby pro dobrovolníky byla stanovena na šest měsíců a příslušníci pomocné policie podepisovali následující přísahu: 
| „                                              | Я, <...>, вступаю добровольцем в служебный батальон вспомогательной полиции на 6 месяцев под руководством руководителя Великого Германского Рейха Адольфа Гитлера создавая новую Европу. Обещаю возложенные на мне служебные обязанности выполнять добросовестно, подчинятья воинской дисциплине, нести ответственность перед военным судом за нарушения на службе, хранить тайну и не вступать в запрещенные организации, не осведомлять врагов и всё, что о них узнаю, должен буду доложить своим командирам. | Já … , dobrovolně vstupuji do služebního poměru na dobu 6 měsíců do praporu pomocné policie pod vrchním velením Vůdce Velkoněmecké říše Adolfa Hitlera, tvůrce Nové Evropy. Slibuji, že budu plnit služební povinnosti, které mi byly svěřeny v dobré víře, budu se podřizovat vojenské kázni, ponesu odpovědnost před vojenským soudem za porušení služebních povinností, budu zachovávat tajemství a nevstoupím do zakázaných organizací, nebudu předávat informace nepříteli a vše, co se o něm dozvím, budu povinen hlásit svým velitelům. | “ |
| — přísaha příslušníků Litevské pomocné policie | | |   |

Do 6. listopadu 1941 byly utvořeny první prapory Schuma s čísly 1 – 15. Velitelem litevské pomocné policie byl podplukovník litevské armády Antanas Spokevicius. Každý prapor zahrnoval do 600 litevských dobrovolníků. Součástí praporů byly německé části, obvykle jeden důstojník a šest poddůstojníků, kteří zajišťovali spojení a předávání rozkazů. Příslušníci litevské pomocné policie byli vyzbrojeni trofejními sovětskými zbraněmi. V červenci 1942 v těchto praporech sloužilo 10 000 mužů.
Celkově bylo zformováno 26 praporů (1-15, 250-259 a prapor Lietuva), které měly dohromady přibližně 20 000 příslušníků. Podle údajů za rok 1943 byly prapory pomocné policie rozmístěny následně:
- 9 praporů v Litvě,
- 2 prapory v Rusku (5. a 13. prapor),
- 5 praporů v Bělorusku (3., 12., 15., 254. a 255. prapor),
- 4 prapory na Ukrajině (4., 7., 8., 11. prapor),
- po 1 praporu v Polsku (2. prapor), Jugoslávii, Lotyšsku a Itálii.

Do roku 1943 nosili litevští policisté uniformy litevské armády s odznaky Wehrmachtu. Na rukávu policie byl znak ve tvaru šipky se třemi pruhy (žlutý, zelený a červený) odvozený z litevské státní vlajky a nápis „LIETUVA“. Také sovětské zbraně byly postupně nahrazovány německými.
1. března 1944 byla v Litvě vyhlášena všeobecná mobilizace a díky ní vznikly další policejní prapory 263. – 265. a 301. – 310.

## Nasazení v oblastech a bojích

### Represivní operace
Jednotky 1. litevského praporu se účastnily vyhlazovacích akcí proti Židům. V říjnu 1941 provedl 3. litevský policejní prapor pod vedením kapitána Dionizase Meizise popravu více než 9 000 Židů. Součástí jednotek litevské pomocné policie byla Zvláštní jednotka (YP), která operovala v okolí města Vilnius. Tato jednotka se velmi aktivně zúčastňovala pronásledování židovského obyvatelstva.
V říjnu 1941 byl 2. litevský policejní prapor pod velením majora Antanase Impulevičiuse převelen z Litvy do Běloruska, kde se účastnil represí proti civilistům v rámci boje proti sovětským partyzánům. Od 21. srpna do 30. září 1942 se 3. litevský prapor spolu s 24. lotyšským policejním praporem zúčastnil protipartyzánské operace Zimnice (německy Schüttelfrost) v lesích mezi Minskem a Baranovičy, při níž bylo zabito 389 partyzánů, 1 274 osob podezřelých ze spolupráce s partyzány a 8 350 Židů. V zimě 1942 zastřelili asi 9 000 válečných zajatců v Minsku a 500 Židů ve Slucku. 
Jednotky litevských policejních praporů se v únoru až březnu 1943 zúčastnily represivních policejních a protipartyzánských operací Zimní kouzlo a v dubnu až květnu 1944 operace Svátky jara. V dubnu 1943 u města Ponar nedaleko Vilniusu zastřelila litevská policie 5 000 Židů.

### Boje s Němci
Litevské oddíly trpěly častou dezercí a nízkou bojovou morálkou způsobenou rozčarováním z německé politiky na okupovaném území. Většina dezertérů mířila mezi litevské partyzány.
Ve dnech 14. a 15. května 1944 došlo v Kaunasu ve vojenské akademii při pokusu o rozpuštění praporů k boji mezi německými silami a litevskými příslušníky. Německé síly rychle ovládly situaci a na výstrahu bylo zastřeleno 100 litevských dobrovolníků.

### Boje s Rudou armádou
Po napadení SSSR v roce 1941 se ozbrojené útvary litevských protisovětských aktivistů zapojily do bojů s ustupující Rudou armádou a 23. června 1941 osvobodily Vilnius. Do 26. června 1941 v bojích s jednotkami Rudé armády ztratili litevští povstalci asi 4 000 padlých. Tyto jednotky následně tvořily kádrový základ policejních oddílů.
V lednu – dubnu 1942 bojoval 5. litevský policejní prapor pod velením majora Juozase Kriščiūnase s Rudou armádou u Děmjanska. V srpnu 1942 – lednu1943 bojoval 7. litevský policejní prapor pod velením kapitána Jonase Semašky s Rudou armádou v bitvě u Stalingradu jako součást 6. armády Wehrmachtu pod velením polního maršála Friedricha Pauluse. Podařilo se mu prolomit obklíčení a spojil se se skupinami německých armád "Don" pod velením polního maršála Ericha von Mansteina.
Před přiblížením fronty v roce 1944 příslušníci policejních praporů ustupovali na západ nebo se přidali k protisovětským partyzánům, tzv. lesním bratrům. Části litevských jednotek ustoupily do Východního Pruska. 24. ledna 1945 se v rámci různých praporů a služeb zúčastnilo bojů proti Rudé armádě na straně Wehrmachtu 36 800 Litevců. Litevci, kteří ustoupili do Východního Pruska, byli zařazeni do německé armády a spolu s dalšími evropskými dobrovolníky se podíleli na obraně Berlína. 
Tři litevské policejní prapory (5., 13. a 256.) byly zablokovány sovětskými jednotkami v Kuronském kotli, kde se staly součástí 19. lotyšské granátnické divize jednotek SS. Po kapitulaci Německa se část jejich příslušníků ocitla v sovětském zajetí, další pokračovali v boji jako partyzáni v již sovětské Litvě.

## Litevské policejní prapory
| Číslo | Německý název                                    | Informace |
| ----- | ------------------------------------------------ | --- |
| 1.    | 1 Lithuanische Schutzmannschaftsbataillon        | Vznikl 14. července 1941 ve Vilniusu. Sloužil v Litvě, působil jako ostraha koncentračního tábora a podílel se na počátku roku 1942 na likvidaci židovského ghetta ve městě Ašmjany. Zanikl na podzim 1944. |
| 2.    | 2 Lithuanische Schutzmannschaftsbataillon        | Vznikl 28. června 1941 ve Vilniusu pod velením majora Antanase Impulevičiuse. K 6. říjnu 1941 jej tvořilo 23 důstojníků a 464 vojáků. Byl aktivní ve vyhlazování Židů. V okupovaném Bělorusku sváděl boje s partyzány a účastnil se represivních akcí proti civilistům. V březnu 1942 byl přesunut do Polska, kde střežil koncentrační tábor Majdanek. Rozpuštěn v dubnu 1942 a následně obnoven začátkem roku 1943. Účastnil se operace Zimní kouzlo, dále operací proti partyzánům v okolí Pskova. Po operaci Bagration ustoupil do Gdaňska, kde byl v říjnu 1944 rozpuštěn. |
| 3.    | 3 Lithuanische Schutzmannschaftsbataillon        | Vznikl 21. července 1941. Nasazen v Bělorusku proti partyzánům, aktivní ve vyhlazování židovského obyvatelstva. Zanikl v červenci 1944. |
| 4.    | 4 Lithuanische Schutzmannschaftsbataillon        | Vznikl v září 1941 ve Vilniusu pod vedením kapitána Barejšice. Prapor se skládal z 390 policistů a důstojníků. 23. března 1942 byl převelen do Lvova a následně působil poblíž Doněcka. Prapor střežil sovětské válečné zajatce, dále vojenské sklady a úseky železnice. Účastnil se také bojů s partyzány. Na konci ledna 1944 byl prapor obklíčen Rudou armádou v prostoru Kovel a Dubno. |
| 5.    | 5 Lithuanische Schutzmannschaftsbataillon        | Vznikl v srpnu 1941 v Kaunasu pod vedením kapitána Krikščjunas. Během prvních 4 dnů září 1941 bylo do řad praporu přijato 458 dobrovolníků. Příslušníci praporu nosili uniformu předválečné litevské armády s nášivkami na rukávech s nápisem Hilfspolizei. Střežil tábory sovětských válečných zajatců, železnici a účastnil se protipartyzánského boje. Zúčastnil se bojů v Děmjanském kotli. V roce 1944 se ocitl v Kuronském kotli, kde byl v prosinci 1944 rozpuštěn. |
| 6.    | 6 Lithuanische Schutzmannschaftsbataillon        | Vznikl v červenci 1941. Zanikl v srpnu 1944. |
| 7.    | 7 Lithuanische Schutzmannschaftsbataillon        | Nasazen na Ukrajině proti partyzánům, střežil železnici v týle 6. armády v Doněcku a střežil tábory válečných zajatců. Rozpuštěn v lednu 1944. |
| 8.    | 8 Lithuanische Schutzmannschaftsbataillon        | Nasazen na Ukrajině proti partyzánům. Zanikl v listopadu 1943. |
| 9.    | 9 Lithuanische Schutzmannschaftsbataillon        | Zanikl v červenci 1944. |
| 10.   | 10 Lithuanische Schutzmannschaftsbataillon       | Vznikl v srpnu 1941. Bojoval s Rudou armádou u jezera Ilmen a v polovině roku 1943 byl přejmenován na 256. prapor. |
| 11.   | 11 Lithuanische Schutzmannschaftsbataillon       | Vznikl v srpnu 1941. Nasazen na Ukrajině proti partyzánům, účastnil se represí proti Židům. Rozpuštěn v roce 1943. |
| 12.   | 12 Lithuanische Schutzmannschaftsbataillon       | Vznikl 9. srpna 1941 v Kaunasu. V září a říjnu 1941 střežil tábor sovětských válečných zajatců. V listopadu 1941 se aktivně podílel na vraždách židovského obyvatelstva. Zúčastnil se protipartyzánských operací v Bělorusku. Jeho úkolem byla ostraha vojensky důležitých objektů. V únoru 1944 byl sloučen s 15. praporem. |
| 13.   | 13 Lithuanische Schutzmannschaftsbataillon       | Vznikl v prosinci 1941 ve městě Kaunas. Po vraždách židovského obyvatelstva byl prapor převelen do Ruska k boji se sovětskými partyzány. 11. března 1942 byl v sestavě 14 důstojníků a 368 policistů přemístěn do oblasti města Pskov, kde střežil železnici. Při bojích s partyzány se dopouštěl vražd na civilním obyvatelstvu, vypalování vesnic a dalších zločinech. V srpnu 1944 se účastnil bojů s Rudou armádou a utrpěl těžké ztráty. V roce 1944 se ocitl v Kuronském kotli, kde se poté vzdal Rudé armádě.                                                           |
| 14.   | 14 Lithuanische Schutzmannschaftsbataillon       | Vznikl v srpnu 1941. Zanikl v roce 1944. |
| 15.   | 15 Lithuanische Schutzmannschaftsbataillon       | Vznikl v červenci 1941. Nasazen v Bělorusku proti partyzánům. V únoru 1944 byl sloučen s 12. praporem. |
| 250.  | 250 Lithuanische Schutzmannschaftsbataillon      | Vznikl v roce 1942. |
| 251.  | 251 Lithuanische Schutzmannschaftsbataillon      | Vznikl v roce 1942. Zanikl v únoru 1943. |
| 252.  | 252 Lithuanische Schutzmannschaftsbataillon      | Vznikl v květnu v roce 1942. Zanikl v listopadu 1944. |
| 253.  | 253 Lithuanische Schutzmannschaftsbataillon      | Vznikl v květnu 1943. Zanikl v srpnu 1944. |
| 254.  | 254 Lithuanische Schutzmannschaftsbataillon      | Vznikl v roce 1942. Zanikl v dubnu 1944. Nasazen v Bělorusku proti partyzánům. |
| 255.  | 255 Lithuanische Schutzmannschaftsbataillon      | Vznikl v červenci v roce 1942. Zanikl v srpnu 1944. Nasazen v Bělorusku proti partyzánům a také v oblasti okolo města Smolensk. |
| 256.  | 256 Lithuanische Schutzmannschaftsbataillon      | Vznikl z 10. praporu v polovině roku 1943. V únoru roku 1944 se zúčastnil bojů s Rudou armádou v okolí Ilmeňského jezera a města Pskov. V květnu 1944 střežil železnici a mosty. Zúčastnil se protipartyzánských operací. Na konci roku 1944 střežil pobřeží Baltského moře proti sovětskému vylodění. Ocitl se tak v obraně Kuronského kotle, kde zůstal až do kapitulace Německa 8. května 1945. Příslušníci, kteří se pokusili vyhnout zajetí útěkem do Švédska, byli vydáni po válce k potrestání do SSSR.                                                                 |
| 257.  | 257 Lithuanische Schutzmannschaftsbataillon      | Vznikl v říjnu 1943. Zanikl v říjnu 1944. |
| 258.  | Litauische Polizei-Ersatz-Bataillon Nr. 258      | Vznikl 27. dubna 1944. Příslušníci tohoto praporu se v roce 1944 střetli s polskými partyzány a podíleli se na zavraždění osob polské národnosti. Střežil vojenské sklady v Kaunasu a železniční nádraží. Po přiblížení fronty ustupoval k pobřeží Baltského moře. Rozpuštěn na konci července 1944 ve městě Tylži. Zbytek jejich příslušníků byl vyslán jako stavební jednotka na západní frontu, kde upadl do zajetí americké armády. Po válce byli využívání americkými tajnými službami.                                                                                   |
| 259.  | Litauische Polizei-Ausbildungs-Bataillon Nr. 259 | Vznikl v dubnu 1944 pod velením kapitána Albinase Lastase. Byl nasazen proti sovětským partyzánům poblíž obce Pagaršvys, vykonával strážní službu u železničního mostu přes řeku Němen, masokombinátu a kasáren. Rozpuštěn na konci července 1944 ve městě Tylži. Část příslušníků byla nasazena ke službě na letištích ve Vídni a na konci války byli zajati americkou armádou. |